# Поль ван Зеланд
Поль Гійом ван Зеланд (11 листопада 1893 , Суаньї, Ено  — 22 вересня 1973 , Брюссель ) — бельгійський юрист, економіст, католицький державний і політичний діяч.
Ван Зеланд був професором права, а потім директором Інституту економічних наук в Католицькому університеті (Левен), а також заступником керівника Національного банку Бельгії.
У березні 1935 року очолив коаліційний уряд Бельгії.
Після Другої світової війни обіймав посаду міністра закордонних справ у низці католицьких кабінетів з 1949 до 1954 року.